# Pelecotheca macra
Pelecotheca macra là một loài ruồi trong họ Tachinidae.